# Lazzaro Anticoli
Lazzaro Anticoli (Roma, 7 aprile 1917 – Roma, 24 marzo 1944) è stato un pugile e antifascista italiano, tra le vittime dell'eccidio delle Fosse Ardeatine.

## Biografia
Nato da famiglia ebrea, Anticoli salì agli onori delle cronache verso la fine degli anni venti quale involontario protagonista di un piccolo e intricato caso legale. Era stato infatti sorpreso da un controllore a viaggiare sul tram a Roma con un biglietto valido, ma intestato ad altra persona e per questo motivo denunciato come truffatore.
La questione sollevò un certo dibattito negli ambienti giuridici e fu risolta dalla sentenza di assoluzione emessa il 19 dicembre 1929 dalla XII sezione penale del Tribunale di Roma, che sconfessò clamorosamente l'operato dell'amministrazione comunale dell'Urbe, costituitasi parte civile.
Durante gli anni giovanili, Anticoli si cimentò nel pugilato, con lo pseudonimo di "Bucefalo", dimostrando un notevole talento e ottenendo anche una certa notorietà nell'ambito cittadino della capitale come miglior pugile del rione di Trastevere.
Abbandonata la carriera sportiva a causa delle leggi razziali, Anticoli si sposò con Emma Di Castro, dedicandosi al commercio ambulante per mantenere la moglie e la figlia nata poco dopo. Venne arrestato il 23 marzo 1944 a causa di una delazione effettuata da Celeste Di Porto, correligionaria e vicina di casa, conosciuta anche con il soprannome "La pantera nera".
Anticoli era detenuto nel 3º raggio del carcere di Regina Coeli, ma il suo nome non era compreso nella lista dei destinati alla fucilazione. Venne però inserito poco prima del trasferimento alle Fosse Ardeatine, in sostituzione di un altro ebreo prigioniero, tale Angelo Di Porto, fratello della delatrice Celeste. Fu probabilmente questo il motivo per cui egli scrisse con un chiodo, sul muro della cella n.306, il celebre graffito: «Sono Anticoli Lazzaro, detto Bucefalo, pugilatore. Si nun arivedo la famija mia è colpa de quella venduta de Celeste Di Porto, arivendicatemi!».